# Encyclopædia Britannica

Logo

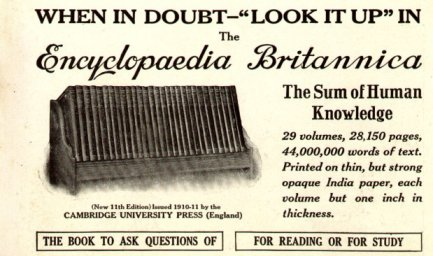
Publicitate din anul 1913 pentru a 11-a ediție, cu sloganul "Când ai dubii - caută în Encyclopædia Britannica"

Encyclopædia Britannica (ortografiat corect cu æ, dar scris frecvent Encyclopedia Britannica) este cea mai veche enciclopedie generală scrisă în limba engleză. Considerată de mulți ca fiind prima autoritate în domeniu, articolele sale sunt de regulă considerate corecte, de încredere și bine scrise.

## Ediții
- Ediția întâi, 3 volume, 1768-1771.
- Ediția a doua, 10 volume, 1777-1784.
- Ediția a treia, 18 volume, 1788-1797.
- Ediția a patra, 20 de volume, 1801-1810.
- Ediția a cincea, 20 de volume, 1815-1817.
- Ediția a șasea, 20 de volume, 1823-1824.
- Ediția a șaptea, 21 de volume, 1830-1842.
- Ediția a opta, 22 de volume, 1853-1860.
- Ediția a noua, 25 de volume, 1875-1889.
- Ediția a zecea, compusă din ediția a noua plus 11 volume suplimentare, 1902-1903.
- Ediția a unsprezecea, 29 de volume, 1910-1911.
- Ediția a douăsprezecea, volumele din ediția a unsprezecea plus 3 volume suplimentare, 1921-1922.
- Ediția a treisprezecea, volumele din ediția a unsprezecea plus 3 volume suplimentare noi, 1926.

Prima ediție a fost publicată între anii 1768 și 1771. Ediția a 11-a, Encyclopædia Britannica 1911, publicată între 1910 și 1911, este disponibilă gratuit pe internet într-o formă scanată și transformată în text prin recunoașterea optică a caracterelor, ceea ce implică existența unor erori; totuși, bogăția de informații din cele peste 40.000 de articole scrise de peste 1500 de experți din întreaga lume face ca acest material să fie extrem de util.

## Sfârșitul variantei tipărite
După 244 ani de la apariție, editura a decis în anul 2012 să renunțe la varianta pe suport de hârtie a enciclopediei. Ultima ediție publicată a fost cea din 2010, în 32 de volume, care se vinde cu 1395 dolari. Motivul deciziei este Wikipedia, care, fiind gratuită, a dus, practic, la stagnarea aproape totală a vânzărilor. Compania care editează Encyclopaedia Britannica a decis să se reorienteze pe enciclopedii on-line și pe materiale educaționale pentru școli. Actuala variantă a Encyclopaedia Britannica rămâne accesibilă pe Internet, cu imagini și fișiere video, pe baza unui abonament anual cu prețul de 70 dolari.

## Evaluări critice și populare

### Reputație
De la ediția a 3-a, Britannica s-a bucurat de o reputație populară și critică pentru excelența generală. Edițiile a 3-a și a 9-a au fost piratate pentru vânzare în Statele Unite,  începând cu Enciclopedia Dobson. La eliberarea ediției a 14-a, revista Time numea Britannica "Patriarhul Bibliotecii".  Într-o reclamă înrudită, naturalistul William Beebe a fost citat spunând că Britannica a fost "dincolo de comparație, deoarece nu există niciun concurent". Referințele la Britannica pot fi găsite în întreaga literatură engleză, mai ales într-una dintre povestirile preferate ale lui Sir Arthur Conan Doyle, Sherlock Holmes, "Liga roșcaților". Povestea a fost subliniată de Lord Mayor of London, Gilbert Inglefield, la bicentenarul Britannicii.

### Premii
Versiunea CD/DVD-ROM a Britannica, Encyclopædia Britannica Ultimate Reference Suite, a primit Premiul Distinguished Achievement din 2004 de la Asociația Editorilor Educaționali. La data de 15 iulie 2009, Encyclopædia Britannica a fost premiată ca fiind unul dintre "Top zece Superbrand-uri în Marea Britanie" de către un grup de peste 2.000 de recenzori independenți, raportate de BBC.

## Vezi și
- Encyclopedia Galactica